# Austromatthaea elegans
Austromatthaea elegans là một loài thực vật có hoa trong họ Monimiaceae. Loài này được L.B.Sm. miêu tả khoa học đầu tiên năm 1969.